# Étienne Larade
Étienne Larade est un homme politique français né le 6 juin 1729 à Alet-les-Bains (Aude) et décédé le 23 octobre 1791 à Lyon (Rhône).
Syndic du diocèse d'Alet, il est député du tiers état aux états généraux de 1789 pour la sénéchaussée de Limoux.

## Sources
- « Étienne Larade », dans Adolphe Robert et Gaston Cougny, Dictionnaire des parlementaires français, Edgar Bourloton, 1889-1891 [détail de l’édition]